# プラハ – ヴラネー・ナド・ヴルタヴォウ – チェルチャニ/ドブルジーシ線
プラハ – ヴラネー・ナド・ヴルタヴォウ – チェルチャニ/ドブルジーシ線（チェコ語;Železniční trať Praha – Vrané nad Vltavou – Čerčany/Dobříš）は、チェコ国鉄の鉄道線の名称である。路線番号は210。
1882年、ヴルショヴィツェ～モドルジャニ間が、チェコ商業鉄道によって開業した。その他の区間は、1897年から1900年にかけて、帝立王立国有鉄道によって開業した。

## 運行形態

### 快速「スピェシニー(Sp)」
- ポサーザヴスキー・モトラーチェク号：　チェルチャニ - プラハ　【春季・夏季の日曜運行】
  - 週1往復の運行。旧型客車で運行される。クルハニツェとカメンニー・プルジーヴォズは北行に限り停車する。
  - 過去の運行形態
2016年以前は、夏季のみ、チェルチャニ - プラハ間に運行していた。北行は231号線のリサーに直通していた。カメンニー・プルジーヴォズは全列車通過、クルハニツェは全列車停車で、ティーネツ - チェルチャニ間ノンストップであった。
2017年度は、片道のみに減便された。231号線への直通を取りやめ、チェルチャニ→プラハ間の片道のみの運行となった。
2018 - 21年は、春季・夏季の週1往復に増発された。
2022年に、ティーネツ - プラハ間に短縮された他、クルハニツェは北行のみ停車となった。
2024年に、再びチェルチャニまで延伸され、北行に限りカメンニー・プルジーヴォズ停車となった。

- ブルヅキー・モトラーチェク号：　ドブルジーシ - プラハ　【春季・夏季の土曜運行】
  - 週1往復の運行。旧型客車で運行される。
  - 過去の運行形態
2016年以前は「ポサーザヴスキー・モトラーチェク」の愛称で、夏季のみ、チェルチャニ - プラハ間に運行していた。南行は231号線のリサー始発であった。カメンニー・プルジーヴォズは通過、クルハニツェは停車で、ティーネツ - チェルチャニ間ノンストップであった。
2017年度は、片道のみに減便された。231号線への直通を取りやめ、プラハ→チェルチャニ間の片道のみの運行（年間4日まで212号線のカーツォフまで直通）となった。
2018 - 21年は、春季・夏季の週1往復に増発された。
2022年に、ティーネツ - プラハ間に短縮された他、クルハニツェは南行のみ停車となった。
2023年度に、南行に限りカメンニー・プルジーヴォズ停車となった。
2024年度に、愛称名が変更され、運行区間がドブルジーシ - プラハに変更となった。

### 普通
- プラハ - チェルチャニ
1～2時間に1本の運行。大部分が各駅に停車するが、朝に運行されるチェルチャニ発イーロヴェー行は快速運転する。
2019年以前は、朝の快速運転便が、平日・土曜日のみの運行であった。

- プラハ - チソヴィツェ ( - ドブルジーシ)
2時間に1本ずつ運行している。平日は大部分がチソヴィツェまでの運行で、ドブルジーシへは一日5往復が直通する。休日は原則ドブルジーシ直通となる。大部分が各駅に停車するが、クリーネツは通過便がある。
2021年以前は、平日も大部分がドブルジーシまで運行していた。

### 臨時列車
- ヴラク・ナ・ドブルジーシ号 (快速)
蒸気機関車。春の年1日のみ、ドブルジーシ - ブラニーク間に1往復運行する。途中、マラー・フラシチツェ、ムニーシェク、チソヴィツェ、ムニェヘニツェ、ヴラネーに停車する。
2018年以前は春・夏の年2日運行していた。

- 蒸気機関車での普通列車
蒸気機関車。春の年1日のみ、ドブルジーシ - マラー・フラシチツェ間に1往復運行する。途中ノンストップ。
2018年以前は春・夏の年2日運行していた。

- ポサーザフスケー・リンキ号（快速）：　ブラニーク - ヴルショヴィツェ付近 - レデチコ/カーツォフ　【年2日運行】
蒸気機関車。一日1往復運行する。ヴルショヴィツェを経由せず、短絡線を通って221号線に直通する。210号線内はノンストップ。
2017,18年は年3日の運行であった。うち2日がレデチコ - チェルチャニ - ブラニーク間の運行で、チェルチャニ以東は212号線に直通、ルカ、ペトロフを除く快速停車駅に停車していた。残り1日が、ブラニーク → プラハ本駅 → カーツォフ間に片道1本運行の運行で、プラハ本駅以東は011号線に直通、ヴルショヴィツェにも停車していた。

- フェルディナンド号 (快速)
蒸気機関車。年2日のみ、ヴラシム - チェルチャニ - ブラニーク間に1往復運行する。チェルチャニ以東は221号線に直通する。快速相当の停車駅であるが、ルカ、ペトロフは通過する。

- スヴァティー・イルジー号
蒸気機関車。年1日のみ、ブラニーク - プラハ - ズロニツェ間に1往復運行する。プラハ以北は090号線に直通する。210号線内は、ヴルショヴィツェのみに停車する。

- カレル１世号（特急）
蒸気機関車。年1日のみ、ブラニーク - プラハ - ブランディース間に1往復運行する。プラハ以北は070号線に直通する。210号線内は、ヴルショヴィツェのみに停車する。

- ムシェノ行特急
蒸気機関車。年1日のみ、ブラニーク → プラハ → ムシェノ間に片道1本運行する。プラハ以北は070号線に直通する。210号線内は、ヴルショヴィツェのみに停車する。2017年運行。

- クルジヴォクラート・エクスプレス号（特急）
蒸気機関車。年3日のみ、ブラニーク - ヴルショヴィツェ - ルジナー間に1往復運行する。ヴルショヴィツェ以北は、短絡線経由で171号線に直通する。ブラニーク - ヴルショヴィツェ間はノンストップで運行する。
2017,18年度は、年2日の運行であった。

- 聖アグネス祭号（快速）
蒸気機関車。夏の年1日のみ、ブラニーク - プラハ - ジレビ間に1往復運行する。プラハ以北は010号線に直通する。210号線内は、ヴルショヴィツェのみに停車する。2018年運行。

- セドルチャニ町記念日号：　ブラニーク - ヴルショヴィツェ付近 - セドルチャニ　【秋に年1日運行】
蒸気機関車。一日1往復運行する。ヴルショヴィツェを経由せず、短絡線を通って221号線に直通する。210号線内はノンストップ。2019年運行。

## 駅一覧
以下では、チェコ国鉄210号線の駅と営業キロ、停車列車、接続路線などを一覧表で示す。
- ■印：全列車停車
- ●印：大部分停車、一部通過

### ドブルジーシ～ヴラネー～プラハ間
| 路線名 | 駅名                               | 駅間営業キロ | 累計営業キロ         | 累計営業キロ                             | Sp | Os | 接続路線 | 所在地         | 所在地           |
| ------ | ---------------------------------- | ------------ | -------------------- | ---------------------------------------- | -- | -- | --- | -------------- | ---------------- |
| 210    | ドブルジーシ駅                     | -            | ドブルジーシから 0.0 |                                          | ■  | ■  | | 中央ボヘミア州 | プルジーブラム郡 |
| 210    | スタラー・フチ駅                   | 1.2          | 1.2                  |                                          | ■  | ■  | | 中央ボヘミア州 | プルジーブラム郡 |
| 210    | モクロヴラティ駅                   | 3.6          | 4.8                  |                                          | ｜ | ■  | | 中央ボヘミア州 | プルジーブラム郡 |
| 210    | マラー・フラシチツェ駅             | 3.4          | 8.2                  |                                          | ■  | ■  | | 中央ボヘミア州 | プルジーブラム郡 |
| 210    | ノヴァー・ヴェス・ポド・プレシー駅 | 2.7          | 10.9                 |                                          | ■  | ■  | | 中央ボヘミア州 | プルジーブラム郡 |
| 210    | ムニーシェク・ポド・ブルディ駅     | 3.9          | 14.8                 |                                          | ■  | ■  | | 中央ボヘミア州 | 南プラハ郡       |
| 210    | リマニェ駅                         | 1.1          | 15.9                 |                                          | ｜ | ■  | | 中央ボヘミア州 | 南プラハ郡       |
| 210    | チソヴィツェ駅                     | 3.2          | 19.1                 |                                          | ■  | ■  | | 中央ボヘミア州 | 南プラハ郡       |
| 210    | ボヤノヴィツェ駅                   | 2.4          | 21.5                 |                                          | ｜ | ■  | | 中央ボヘミア州 | 南プラハ郡       |
| 210    | ボヨフ駅                           | 1.6          | 23.1                 |                                          | ■  | ■  | | 中央ボヘミア州 | 南プラハ郡       |
| 210    | クリーネツ駅                       | 2.4          | 25.5                 |                                          | ｜ | ●  | | 中央ボヘミア州 | 南プラハ郡       |
| 210    | ムニェヘニツェ駅                   | 2.8          | 28.3                 |                                          | ■  | ■  | | 中央ボヘミア州 | 南プラハ郡       |
| 210    | スコホヴィツェ駅                   | 1.8          | 30.1                 |                                          | ｜ | ■  | チェルチャニ方面 | 中央ボヘミア州 | 南プラハ郡       |
| 210    | ヴラネー・ナド・ヴルタヴォウ駅     | 1.9          | 32.0                 |                                          | ■  | ■  | | 中央ボヘミア州 | 南プラハ郡       |
| 210    | ヤロフ駅                           | 1.8          | 33.8                 |                                          | ｜ | ■  | | 中央ボヘミア州 | 南プラハ郡       |
| 210    | ズブラスラフ駅                     | 2.7          | 36.5                 |                                          | ｜ | ■  | | プラハ市       | プラハ市         |
| 210    | コモルジャニ駅                     | 2.3          | 38.8                 |                                          | ｜ | ■  | | プラハ市       | プラハ市         |
| 210    | モドルジャニ停留所                 | 1.3          | 40.1                 | ヴルショヴィツェ分岐点から 旧線経由 11.9 | ｜ | ■  | | プラハ市       | プラハ市         |
| 210    | ブラニーク駅                       | 3.1          | 43.2                 | 8.8                                      | ■  | ■  | | プラハ市       | プラハ市         |
| 210    | クルチ駅                           | 3.0          | 新線経由 46.2        | 5.1                                      | ｜ | ■  | | プラハ市       | プラハ市         |
| 210    | カチェロフ駅（2014年12月開業）     | 1.6          | 47.8                 | 3.5                                      | ■  | ■  | 地下鉄C線 | プラハ市       | プラハ市         |
| 210    | ヴルショヴィツェ駅                 | 3.6          | 51.4                 | -0.1                                     | ■  | ■  | 221号線 | プラハ市       | プラハ市         |
| 221    | プラハ本駅                         | 2.4          | 53.8                 |                                          | ■  | ■  | 010号線（トルジェボヴァー方面） 070号線（ボレスラフ方面）、090号線（ベルリン方面） 120号線（クラドノ方面） 122号線（ルドナー方面）、170号線（ミュンヘン方面） 地下鉄C線（ラードヴィー方面、パンクラーツ方面） | プラハ市       | プラハ市         |

### チェルチャニ～スコホヴィツェ間
| 路線名 | 駅名                                             | 駅間営業キロ | 累計営業キロ | Sp | Os | 接続路線                                                                | 所在地         | 所在地       |
| ------ | ------------------------------------------------ | ------------ | ------------ | -- | -- | ----------------------------------------------------------------------- | -------------- | ------------ |
| 210    | チェルチャニ駅                                   | -            | 0.0          | ■  | ■  | 212号線（レデチ方面） 221号線（ルジーチャニ方面、ブヂェヨヴィツェ方面） | 中央ボヘミア州 | ベネショフ郡 |
| 210    | ポルジーチー・ナド・サーザヴォウ駅               | 2.6          | 2.6          | ｜ | ■  |                                                                         | 中央ボヘミア州 | ベネショフ郡 |
| 210    | ポルジーチー・ナド・サーザヴォウ・スヴァーロフ駅 | 2.1          | 4.7          | ｜ | ●  |                                                                         | 中央ボヘミア州 | ベネショフ郡 |
| 210    | ペツェラディ駅                                   | 2.6          | 7.3          | ｜ | ●  |                                                                         | 中央ボヘミア州 | ベネショフ郡 |
| 210    | ティーネツ・ナド・サーザヴォウ駅                 | 2.5          | 9.8          | ■  | ■  |                                                                         | 中央ボヘミア州 | ベネショフ郡 |
| 210    | フラースト・ナド・サーザヴォウ駅                 | 1.5          | 11.3         | ｜ | ●  |                                                                         | 中央ボヘミア州 | ベネショフ郡 |
| 210    | クルハニツェ駅                                   | 2.1          | 13.4         | ●  | ●  |                                                                         | 中央ボヘミア州 | ベネショフ郡 |
| 210    | プロセニチツェ駅                                 | 2.5          | 15.9         | ｜ | ●  |                                                                         | 中央ボヘミア州 | ベネショフ郡 |
| 210    | カメンニー・プルジーヴォズ駅                     | 1.3          | 17.2         | ○  | ●  |                                                                         | 中央ボヘミア州 | 南プラハ郡   |
| 210    | イロヴェー・ウ・プラヒ駅                         | 2.9          | 20.1         | ■  | ■  |                                                                         | 中央ボヘミア州 | 南プラハ郡   |
| 210    | ルカ・ポド・メドニーケム駅                       | 3.5          | 23.6         | ■  | ■  |                                                                         | 中央ボヘミア州 | 南プラハ郡   |
| 210    | ペトロフ・ウ・プラヒ駅                           | 3.3          | 26.9         | ■  | ■  |                                                                         | 中央ボヘミア州 | 南プラハ郡   |
| 210    | ペトロフ・フロメク駅                             | 1.4          | 28.3         | ｜ | ■  |                                                                         | 中央ボヘミア州 | 南プラハ郡   |
| 210    | ダヴレ駅                                         | 1.9          | 30.2         | ■  | ■  |                                                                         | 中央ボヘミア州 | 南プラハ郡   |
| 210    | スコホヴィツェ駅                                 | 5.1          | 35.3         | ｜ | ■  | プラハ方面、ドブルジーシ方面                                            | 中央ボヘミア州 | 南プラハ郡   |